# 네이푸향

네이푸 향의 위치

네이푸향(한국어: 내포향, 중국어: 內埔鄉, 병음: Nèipǔ Xiāng)은 중화민국 핑둥 현의 향이다. 넓이는 81.8554km2이고, 인구는 2015년 8월 기준으로 55,822명이다.

## 지리
네이푸 향은 핑둥 현 중부, 핑둥 평원에 위치해 평탄한 지세를 가지고 있다. 주민은 객가인이 많고, 현내에서 인구 제 2위의 향진이다.

## 역사
일본 통치 시대에는 나이호 장(内埔庄)이었다.